# Megastylus longicoxis
Megastylus longicoxis là một loài tò vò trong họ Ichneumonidae.